# Octomys rosiae
Octomys rosiae — вимерлий вид ссавців-гризунів з родини дегових (Octodontidae). Викопні рештки знайдені в провінції Мендоса, західна Аргентина, пізній голоцен.